# Marjorie Rice
Marjorie Rice (née le 16 février 1923 à St. Petersburg, morte le 2 juillet 2017 en Californie) est une mathématicienne américaine amatrice  connue pour ses découvertes en géométrie dans le domaine des pavages pentagonaux.

## Biographie
Marjorie Rice (née Jeuck ) est issue d'une famille pauvre et peu éduquée de Floride. De ce fait elle n'accède pas aux études supérieures, malgré un intérêt pour les connaissances acquises dans l'enseignement secondaire. Elle épouse Gilbert Rice en 1945, et elle le suit à Washington, où il travaille dans un premier temps avant de déménager à San Diego. À Washington, elle travaille comme artiste commerciale, mais à la suite de son déménagement en Californie elle devient femme au foyer.
Le couple a six enfants, dont un qui meurt en bas âge. Elle offre à l'un d'eux un abonnement à la revue de vulgarisation scientifique Scientific American, qu'elle lit également en l'absence des membres de sa famille. Elle ne parle pas à ses proches de ses recherches sur les pavages pentagonaux avant que ceux-ci ne soient finalisés et transmis pour être confirmés par des spécialistes. Elle n'a jamais présenté elle-même ses travaux, par timidité, mais a assisté à un colloque consacré entre autres à son travail.
Elle meurt deux mois après qu'a été achevée la classification des 15 pentagones convexes pavant le plan, dont les 4 découverts par Marjorie Rice. Gravement malade, elle n'en a cependant pas eu connaissance avant son décès.

## Travaux
Après avoir lu un article de Martin Gardner consacré aux pavages dans Scientific American en décembre 1975, elle commence à employer son temps libre à la recherche de pentagones convexes pavant le plan. Elle développe pour ce faire son propre système de notations afin d'exprimer les contraintes liant les longueurs des côtés et les mesures des angles des pentagones. Bien qu'elle n'ait jamais suivi de cours de mathématiques dans l'enseignement supérieur, elle parvient à trouver quatre classes de pentagones convexes non identifiées jusque-là, et soixante manières différentes de paver le plan avec elles. Le travail de Rice a par la suite été envoyé à Martin Gardner, qui l'a fait examiner par la géomètre Doris Schattschneider, laquelle a fait connaître ses résultats à la communauté mathématique. Schattschneider a par ailleurs qualifié le travail de Rice d'enthousiasmant, et ce d'autant plus qu'il a été produit par une amatrice non formée aux mathématiques.
| Type 9                               | Type 11                                            | Type 12                                            | Type 13                                |
| ------------------------------------ | -------------------------------------------------- | -------------------------------------------------- | -------------------------------------- |
|                                      |                                                    |                                                    |                                        |
| b = c = d = e 2A + C = D + 2E = 360° | 2a + c = d = e A = 90°, 2B + C = 360° C + E = 180° | 2a = d = c + e A = 90°, 2B + C = 360° C + E = 180° | d = 2a = 2e B = E = 90°, 2A + D = 360° |